# Winds of Creation
Winds of Creation è il primo album della band technical death metal polacca Decapitated, pubblicato il 17 aprile 2000 dalla Earache Records e prodotto da Piotr Wiwczarek, cantante e chitarrista della death metal band polacca Vader.

## Tracce
1. Winds of Creation - 04:15
2. Blessed - 05:08
3. The First Damned - 05:49
4. Way to Salvation - 03:56
5. The Eye of Horus - 05:27
6. Human's Dust - 04:52
7. Nine Steps - 05:13
8. Dance Macabre - 02:50
9. Mandatory Suicide - 03:32 (Slayer cover)

## Formazione
1. "Sauron (vocals)"
2. "Vogg (guitar)"
3. "Martin (bass)"
4. "Vitek (drums)"